# Pleniszki II
Pleniszki II (lit. Plėniškė II) – dawny zaścianek. Tereny, na których był położona, leżą obecnie na Litwie, w okręgu uciańskim, w rejonie ignalińskim, w gminie Daugieliszki Nowe.

## Historia
W czasach zaborów zaścianek w gminie Daugieliszki, w powiecie święciańskim, w guberni wileńskiej Imperium Rosyjskiego. W 1905 roku liczył 30 mieszkańców, 42 dziesięciny.
W dwudziestoleciu międzywojennym zaścianek leżał w Polsce, w województwie wileńskim, w powiecie święciańskim, w gminie Daugieliszki.
W 1931 w 5 domach zamieszkiwało 26 osób.
Miejscowość należała do parafii rzymskokatolickiej w Daugieliszkach.